# Aeroportul Pico
Aeroportul Pico (IATA: PIX, ICAO: LPPI) este un aeroport din Azore, Portugalia ce deservește zona Lajes do Pico⁠(d). Aeroportul a fost tranzitat în decembrie 2022 de 7.397 de pasageri. A fost deschis în 1982.
Situat la o altitudine de 34 m, aeroportul dispune de o singură pistă. Este operat de ANA – Aeroportos de Portugal⁠(d).